# Couronnement de la Vierge de Narni
Le Couronnement de la Vierge de Narni (en italien : Incoronazione della Vergine di Narni) est une peinture religieuse à tempera sur bois (330 × 230 cm) attribuée  à Domenico Ghirlandaio réalisée vers 1486 et conservée au Museo Eroli de Narni en Italie.

## Histoire
Le retable a été peint à Florence dans l'atelier de Ghirlandaio puis transporté en Ombrie. Le retable fait suite à la commande de Berardo Eroli, cardinal et humaniste pour le couvent de saint Jérôme près de Narni. 
L'œuvre était placée sur le maître d'autel et était éclairée par la lumière du rosone de la façade , et à certaines périodes, les rayons du soleil donnaient directement sur le disque d'or situé entre la Vierge et le Christ, créant un effet en étoile particulier. L'œuvre était devenue un but de pèlerinage jusqu'à son déplacement en 1871 dans l'ancien musée de Narni.

## Description
L'œuvre représente un épisode de la « Vie de la  Vierge Marie » traité dans l'iconographie chrétienne et nommé  le Couronnement de la Vierge.
Outre le Couronnement, un registre inférieur expose un autre épisode : saint François d'Assise les mains marquées des stigmates est entouré par vingt-deux saints disposés en cercle et agenouillés, le regard dirigé vers l’événement miraculeux de la partie supérieure.
Le panneau central était complété de figures de saints sur les pilastres latéraux et d'une prédelle.